# Franjevački samostan i crkva na Kaptolu

Franjevački samostan i crkva na Kaptolu u Zagrebu sjedište je Hrvatske franjevačke provincije sv. Ćirila i Metoda. 
Kompleks crkve sv. Franje Asiškog s franjevačkim samostanom zaštićeno je kulturno dobro Republike Hrvatske.

## Franjevci u Zagrebu
Prisutnost franjevaca u Zagrebu seže duboko u 13. stoljeće u vrijeme kada su prvi sljedbenici sv. Franje Asiškog odlazili iz Italije po cijelom europskom kontinentu. Djelujući ovdje preko sedam stoljeća, kaptolski su franjevci udarili gradu Zagrebu neizbrisivi duhovni, kulturni i povijesni pečat.
Prema jednoj predaji u Zagrebu je boravio i sam sv. Franjo Asiški, osnivač Reda Manje braće, poznatog pod imenom franjevaca. Prema toj predaji sveti je Franjo za svoga boravka u Zagrebu stanovao kod bogate udovice Katarine Galović, a na mjestu njezine kuće danas se nalazi kapela posvećena upravo sv. Franji, unutar današnjeg franjevačkog samostana na Kaptolu.  Nadalje ta ista predaja kaže da je Franjo tada blagoslovio Galovićkin zdenac te da je na njezinu molbu četiri godine prije svoje smrti, 1226. godine, poslao u Zagreb dvojicu svoje braće, kustoda fra Grgura i fra Ortolsa. Njima je spomenuta udovica poklonila svoj posjed na kojem su oni kasnije sagradili samostan i crkvu.
Franjevci su se u Zagrebu nastanili najvjerojatnije prije provale Mongola 1242. godine, pretpostavlja se na području napuštenog benediktinskog samostana. Zagrebački je samostan najprije pripadao ugarskoj Provinciji sv. Marije i bio središte Zagrebačke kustodije u čiji su sastav od kraja 14. do početka 16. stoljeća ulazili samostani u Virovitici, Našicama, Požegi, Kostajnici i samostan na području današnjeg Kloštra Podravskog. U 17. stoljeću zagrebački je samostan postao središnja kuća novoosnovane Ilirske kustodije sv. Ladislava kralja, uskoro i provincije. da bi 1900. godine postao sjedište provincijala Hrvatske franjevačke provincije sv. Ćirila i Metoda.
Smješten u blizini jakih političkih, kulturnih i vjerskih institucija i središta, koja su u prošlosti igrala ključnu ulogu u životu hrvatskog naroda, samostan i njegovi stanovnici bili su često dotaknuti samim događajima. U 16. stoljeću za vrijeme sukoba pristaša Ferdinanda Habsburškog i Ivana Zapolje samostan je teško oštećen, a nekoliko godina kasnije, oko 1560. zbog malog broja redovnika i napušten. Početkom 17. stoljeća franjevački provincijal Franjo Drašković vraća franjevce u samostan te uz pomoć plemkinje Eufrozine Palffy obnavlja crkvu. Nekoliko godina poslije, 1613., u samostanu započinje s radom škola moralnog bogoslovlja, na kojoj predaje Bartol Kačić, kasniji makarski biskup. U svom razgranatom pastoralnom djelovanju kaptolski franjevci preuzimaju i brigu o sestrama klarisama, čiji su duhovnici od 1655. do 1782. godine. Osnivaju se i bratovštine, kao specifičan oblik pobožnosti, i to bratovštine sv. Petra Alkantarskog, sv. Mihovila i sv. Antuna.  Franjevci su i dalje razvijali obrazovni sustav tako da je 1670. teološka škola prihvatila program fakultetske nastave kao prva u kontinentalnoj Hrvatskoj. Udružena s filozofskom školom proglašena je generalnim učilištem II. razreda, a 1700. godine od uprave Reda podignuta je na rang učilišta 1. razreda.  Uz školstvo braća u samostanu bavila su se i medicinom, sukladno odredbama Pravila reda vezanim uz njegovanje bolesne i nemoćne braće, tako da su vrlo rano uvedene službe ranarnika i ljekarnika.  Krajem 19. stoljeća započela je obnova Franjevačkog svjetovnog reda, tada zvanog Treći red sv. Franje, kao specifičnog oblika posvećenog života pridržanog laicima. Upravo ta obnova inicira i tiskarsku djelatnost, pa kaptolski franjevci uređuju i izdaju Glasnik sv. Franje, glasilo Trećega reda (1912. – 1945.), zatim časopis Dušebrižnik (1919. – 1920.) i vjerski časopis za mlade Anđeo Čuvar (1920. – 1945.).
Danas je kaptolski samostan mjesto evangelizacije i razvijenog pastoralnog rada, napose sa srednjoškolcima i studentima. On je također i odgojna kuća Provincije, te je tu smješteno sjemenište i bogoslovija. Također je i središnja upravna kuća Provincije. Ovdje je smješteno i uredništvo časopisa Brat Franjo i istoimene izdavačke kuće. Svakako treba spomenuti i veliki doprinos kaptolskih franjevaca u vrijeme Drugog vatikanskog sabora, koji su poneseni duhom koncilske obnove počeli izdavati Glas koncila.

## Samostan i kapela sv. Franje
Samostan i kapela sv. Franje čine arhitektonsko jedinstvo.

### Samostan sv. Franje
Kaptolski samostan građen je slično kao i većina ostalih samostana u Provinciji. Uz samostansku crkvu sagrađena su tri samostanska krila koja zatvaraju četvrtastu površinu slobodnog zemljišta. Tako izgrađeni samostani bili su uvjetovani klauzurnim načinom života redovnika i čine zatvorenu cjelinu dostupnu samo redovnicima. Crkva kaptolskog samostana smještena je sa sjeverne strane u smjeru istok–zapad, tri krila samostana sagrađena su s južne strane i zajedno s crkvom čine cjelinu povezanu hodnicima. Sva tri krila podignuta su na dva kata, dok četvrto krilo uz crkvu, zbog otvorenih prozora na gornjem dijelu južnog crkvenog zida, ima prostranu terasu.
Jedna od značajnijih i najvažnijih prostorija svakog samostana jest refektorij (blagovaonica), mjesto zajedničkog blagovanja i susreta braće, ono je ujedno i kapitularna dvorana samostana, čime je njezina funkcija višenamjenska. Refektorij kaptolskog samostana jedno je od najmonumentalnijih ostvarenja baroka u Hrvatskoj. Nastao u 17. st. nadsvođen je visokim badnjastim svodom sa susvodnicima.  U skladu s franjevačkom tradicijom prostorija je ukrašena slikama franjevačkih svetaca, znamenitih gvardijana i provincijala, kao i slikom Blažene Djevice Marije. Na istočnom zidu blagovaonice nalazi se freska s prikazom Posljednje večere.
Nakon provale Mongola na području današnjeg samostana sagrađena je nova crkva u ranogotičkom stilu, propovjedničkog tipa kao jednobrodna, dvoranska s dugim korom. Pretpostavlja se da je u istom slogu izgrađen i tadašnji samostan. Teško oštećen i napušten u 16. stoljeću, kaptolski samostan svoju obnovu doživljava početkom 17. stoljeća u vrijeme provincijala Franje Draškovića. U njemu je u međuvremenu bila smještena škola koju su držali zagrebački kanonici, a neko vrijeme bio je i dom izbjeglih franjevaca Bosansko-hrvatske provincije. Veliki požar iz 1645. godine uništio je samostan i crkvu, koji su se dosta dugo obnavljali. Obnova je započela uz pomoć grofice Elizabete Muskon–Erdödy, ovaj put u baroknom slogu. Novi požar iz 1674. ponovno je zaustavio radove tako da je novi samostan, u današnjem obliku, biskup zagrebački Martin Borković blagoslovio tek 1683. godine. Crkva i samostan ponovno su oštećeni u požaru 1731., a obnova je trajala sljedećih pet godina. Opasnost od Osmanlija nagnala je braću da se 1787. privremeno presele u bivši kapucinski samostan u Gradecu. U par navrata on je služio i kao vojna bolnica i to u vrijeme Napoleonskih ratova, od 1797. do 1802. godine i opet 1806. godine. Tijekom velike obnove samostana i crkve, nakon katastrofalnog potresa koji je zadesio Zagreb 1880. godine, a u kojemu su oba zdanja teško oštećena, samostan je za razliku od crkve obnovljen u izvornom baroknom slogu. Godine 1936. uz samostan je izgrađena tzv. Franjevačka dvorana, danas zgrada kazališta Komedija, za potrebe sve razgranatijeg pastoralnog rada. Teško oštećenje doživio je u vrijeme Drugog svjetskog rata, kada su 22. veljače 1944. dvije avionske bombe oštetile crkvu i srušile zapadni dio samostana, čija je obnova trajala sve do 1952. godine.

### Kapela sv. Franje
U vrijeme velike obnove franjevačkog samostana na Kaptolu tijekom 17. stoljeća uređena je i kapela sv. Franje, kao uspomena na legendarni svečev boravak u Zagrebu. Kapela je uređena darom plemkinje Helene rođ. Patačić, udovice Ivana Ručića, a blagoslovio ju je biskup Martin Borković 1683. zajedno sa samostanskom crkvom. Sama kapela raskošno je opremljena baroknom štukaturom i ciklusom od 24 slike. Pretpostavlja se da je kapela nastala na mjestu gdje se prema predaji nalazila kuća bogate udovice Katarine Galović u kojoj je boravio sv. Franjo. O tome kao i o prvom samostanu ne postoje nikakvi materijalni dokazi.
Kapela je sastavni dio južnog samostanskog krila, kao zadnja soba u nizu prema kaptolskoj ulici. Na južnom zidu nalazi se kameni oltar. Na profiliranom postolju oltara sa svake strane stoji po jedan veliki, krilati anđeo, a okrenuti su jedan prema drugome uz oveći oval sa zrakama sunca u kojemu se nalazi oblikovani franjevački grb. Iznad dva veća anđela postavljena su dva manja koji rukama pridržavaju krunu postavljenu iznad ovala s grbom. Oltarna slika prikazuje sv. Franju u stojećem stavu. Na malim postamentima nalaze se kipovi sv. Antuna i sv. Bernardina. Iznad oltarne slike dva anđela pridržavaju obiteljski grb Patačića. Isti ovaj grb, u obliku raskošne barokne štukature, nalazi se i na ulazu u kapelu.
Uređenje ove kapele pokrenuo je kaptolski gvardijan fra Aleksa Buzjaković, a štukature je izradio Josip Antun Quadri 1716. godine. Dvadesetčetiri bogato ukrašene i izrađene slike u štukaturi prikazuju događaje iz Franjina života kao i Franjinu vezu sa Zagrebom. Uglavnom se nalaze na bačvastom svodu kapele i simetrički su podijeljene u tri zone. U središnjem medaljonu prikazana je u slici bit Franjina života i franjevačkog poslanja: Franjo od Krista prima Evanđelje
U kapeli se nalazi i grob dobrotvorke Helene Patačić. Ovdje su neko vrijeme bili smješteni i zemni ostaci sluge Božjega fra Vendelina Vošnjaka, koji je umro na glasu svetosti.
Stručnjaci s područja povijesti umjetnosti mišljenja su da je kaptolska kapela sv. Franje vrednija s kulturnopovijesnog stajališta nego li s umjetničkog. Svakako je ono što je čini zanimljivom i danas turistički privlačnom njezin raskošni barokni izgled koji cijelom prostoru kapele daje reprezentativan izgled bogoslužnog i molitvenog prostora.
Kapela sv. Franje restaurirana je od 1997. do 2000. godine.

## Crkva sv. Franje
Današnja je crkva izvorno gotička, jednobrodna crkva iz sredine 13. stoljeća, podignuta nakon mongolske provale. Barokizirana je u 17. stoljeću nakon što je prvotnu crkvu uništio požar. Tada su joj dodane i pokrajnje kapele. Nakon katastrofalnog potresa iz 1880. godine crkva je rekonstruirana u neogotičkom slogu prema nacrtima graditelja i konzervatora Hermanna Bolléa, poznatog kao zagovornika čistog stila i europskog stručnjaka za gotizaciju povijesnih građevina. Jedan od njegovih najpoznatijih zahvata jest i restauracija zagrebačke katedrale, također u neogotičkom slogu. Bollé je, prilikom obnove, crkvi dodao i novi toranj, oblikovan u gotičkom slogu namjesto dotadašnjeg baroknog tornja s lukovičastom kapom.
Od baroknog namještaja u crkvi, prije Bolléovog zahvata, nije ostalo gotovo ništa. U crkvi je sačuvana samo slika Žalosne Gospe pred kojom je često molio Eugen Kvaternik. Bez obzira na to franjevačka crkva, zajedno sa samostanskim kompleksom i kapelom sv. Franje, jedan je od tri najstarija i najznačajnija objekta na Kaptolu, uz katedralu s biskupskim dvorom i veliko sjemenište.

### Obnova Hermanna Bolléa
Veliki potres koji je 1880. godine pogodio Zagreb teško je oštetio mnoge crkve, javne zgrade i privatne kuće, među njima teško je bila oštećena i franjevačka crkva na Kaptolu. Crkveni toranj raspuknuo se napola te je postojala opasnost da će se srušiti na samostan dok je crkva bila u izrazito lošem stanju, pogotovo njezin sjeverni dio. Kaptolski gvardijan fra Franjo Renjgeo započeo je 1884. godine s temeljitom obnovom crkve i samostana. Dok je samostan obnavljan u izvornom baroknom stilu obnova crkve povjerena je Hermannu Bolléu, kojemu je već bila povjerena obnova katedrale u Zagrebu. Nacrti za obnovu crkve, koje je Bollé predstavio 1885. godine, predviđali su obnovu crkve u gotičkom slogu, zbog svetišta crkve koje je izgrađeno u tom istom slogu u 13. stoljeću. S izgradnjom novog tornja započela je obnova svetišta i prednjeg dijela crkve. Po želji franjevaca s prednje strane istočnog zida svetišta otvorena je 1887. godine kapela Sv. Križa. Ova je kapela obnovljena 2007. godine.  Zbog nedostatka novca nije bilo moguće nastaviti obnovu, stoga druga faza obnove započinje tek 1896. godine, kada gvardijanom postaje fra Vendelin Vošnjak. U drugoj fazi obnove sudjelovao je i brat franjevac Kajetan Kuhanac, sposoban i vješt stolar, koji je pod Bolléovim nadzorom izrezbario i oblikovao novi oltar za svetište.
Posljednja faza obnove započela je 1901. godine dolaskom u Zagreb arhitekta Ivana Holtza koji je prema Bolléovim nacrtima započeo obnovu crkvene lađe. Lađa je prema tim nacrtima oblikovana po uzoru na gotička svetišta. S južne strane porušen je drugi kat samostana te su otvoreni novi prozori kako bi se lađa osvijetlila. Sjeverna fasada razdijeljena je prema ugrađenim kapelama na četiri dijela, s velikim gotičkim prozorima i potpornjacima s vanjske strane. Glavno pročelje oblikuje bogato istaknuti zabat i fijale, dok je glavni portal nanovo sagrađen. Iznad portala smještena je okrugla rozeta, a u zabatu rozete veliki reljef s prikazom Utiskivanja rana sv. ocu Franji. Reljef je djelo kipara Moraka. Stara barokna crkva potpuno je goticizirana, umjesto baroknog svoda napravljen je novi gotički, a slično se dogodilo i s korom koji je zamijenjen novim gotičkim. Stupovi u sredini uklonjeni su, a prostor ispod kora ima svod kao i lađa.  Novouređena crkva svečano je blagoslovljena 5. srpnja 1902. godine. Blagoslovio ju je nadbiskup zagrebački dr. Juraj Posilović, a suposvetitelji pokrajnjih oltara bili su krčki biskup dr. Antun Mahnić, senjski biskup dr. Maurović i pomoćni đakovački biskup dr. Voršak.

### Unutrašnjost crkve
Kaptolskom je crkvom nekada dominirao veliki glavni oltar, izrađen od čista jelova drveta, ukrašen brojnom ornamentikom u slogu kasne gotike. Na vrhu oltarnog retabla nalazio se kip Bezgrešne Djevice, zaštitnice Franjevačkog reda. U sredini se nalazila oltarna slika, rad fra Celestina Medovića, a prikazivala je sv. Franju kojemu je oltar bio posvećen. Sa strane su se nalazili kipovi zaštitnika novoosnovane Provincje, svetih Ćirila i Metoda, zatim kip sv. Bonaventure i kipovi sv. Elizabete i sv. Ljudevita.  Nakon Drugog vatikanskog sabora oltar je uklonjen da bi kasnije naknadno bila vraćena oltarna slika u nešto skromniji okvir nego što je bio raskošni predkoncilski oltar. Ovaj manji oltar i danas se nalazi u svetištu crkve.
Uz veliki oltar sv. Franje Asiškog u crkvi se nalazi još šest pokrajnjih oltara:
1. Oltar Presvetog Srca Isusova – u prvoj kapeli na sjevernom zidu lađe, izrađen u neogotičkom slogu s kipom Srca Isusova. Ovaj kip tipičan je rad tirolskih radionica.
2. Oltar Žalosne Gospe – smješten je u drugoj kapeli na sjevernom zidu lađe, također je izrađen u neogotičkom slogu, a u retabl je ugrađena stara slika žalosne Gospe.
3. Oltar sv. Ane – nalazi se u trećoj sjevernoj kapeli, i on je izrađen u gotičkom slogu kao i svi oltari u crkvi. U središnjoj niši oltara smješten je kip sv. Ane s malom Marijom, izrađen u terakoti, a rad je kiparice Ulman iz Vinkovaca.
4. Oltar sv. Josipa – ovaj neogotički oltar nalazi se u prvoj kapeli južne strane lađe. Sličan je oltaru Srca Isusova. Kip sv. Josipa s Djetetom Isusom nalazi se u središnjoj niši.
5. Oltar sv. Antuna – ovaj gotički oblikovani oltar nalazi se u drugoj južnoj kapeli uz pregradnu istočnu stijenu. Istovjetan je oltaru Žalosne Gospe. Na retablu se nalazila oltarna slika koja prikazuje sv. Antuna kako kleči u zanosu pred nebeskim Djetetom. Pretpostavlja se da je slika sa starijeg baroknog oltara. Kasnije je ova slika zamijenjena kipom sv. Antuna.
6. Oltar sv. Valentina – jednostavan gotički oltar kao i oltar sv. Ane nalazi se u trećoj kapeli s južne strane. Kip sv. Valentina smješten je u središnjoj niši.
Pod korom u udubljenu južnog zida nalazi se Spilja Gospe Lurdske, koja je bila prva takva spilja uređena u gradu Zagrebu. Uz stare oltare uklonjena je i propovjedaonica tako da je nova propovjedaonica izrađena u gotičkom stilu kako bi se uklopila u novu vizuru crkve, no i ona je nakon Drugog vatikanskog sabora uklonjena. U istome stilu izrađene su i drvene ispovjedaonice, njih šest i smještene u pokrajnje kapele. Za obnove crkve 1990-tih godina izrađene su nove ispovjedaonice, a zadržane su dvije neogotičke. Propovjedaonica i kapele rad su stolara Budickog. Umjesto baroknih slika Križnoga puta u samostanskoj je crkvi postavljen Križni put izrađen tirolskim kipićima, koji su 1970. godine uklonjeni i poklonjeni samostanu u Klanjcu, a postavljene su slike donesene iz ruševne samostanske crkve iz Kloštra Ivanića, nastale 1763. godine.
1960. godine Ivo Dulčić na vitrajima crkve prikazao je „Pjesmu stvorova“ sv. Franje. 1967. godine ckrva je preuređena, osobito svetište, po propisima liturgijske obnove Drugog vatikanskog sabora. Oltar je postavljen prema puku, kao prvi takav oltar u Crkvi u Hrvata. Od 1991. do 1994. trajala je sljedeća veća obnova crkve, kad je uvedeno podno grijanje, iznova popločena i oslikana crkva, obnovljeno svetište, izgrađen novi mramorni glavni oltar i mramorni ambon, te restaurirane sve freske u crkvi.

## Samostan i crkva danas
U samostanu se danas nalazi franjevačko sjemenište, u njemu žive i mladi franjevci koji se pripremaju za polaganje svečanih doživotnih zavjeta u Redu, a većinom studiraju teologiju, te se pripremaju za svećenički poziv. Samostan je i središte Hrvatske franjevačke provincije sv. Ćirila i Metoda, čiji teritorij obuhvaća sjeverni i zapadni dio Hrvatske, od Trsata do Čakovca, pa na istok do Vukovara i Iloka, a istoj provinciji pripadaju i franjevački samostani u Vojvodini i Zemunu. Franjevci iz kaptolskoga samostana, osim u službi crkve sv. Franje, djeluju i kao profesori Sveučilišta u Zagrebu, nastavnici u kaptolskoj osnovnoj školi, te u mnogim drugim službama.
Uz samostan i crkvu aktivan je mnogobrojan Franjevački svjetovni red koji se brine i za kuhinjicu za siromahe, u kojoj se dnevno podijeli više od 100 obroka.

## Vanjske poveznice
|  | Zajednički poslužitelj ima još gradiva o temi Samostan sv. Franje u Zagrebu |

- Službene stranice Hrvatske franjevačke provincije sv. Ćirila i Metoda
- Službene stranice Franjevačkog svjetovnog reda koji se okuplja u samostanu na Kaptolu  Arhivirana inačica izvorne stranice od 17. ožujka 2008. (Wayback Machine)
- Službene stranice Franjevačke mladeži (FRAMA) koja se okuplja u samostanu na Kaptolu  Arhivirana inačica izvorne stranice od 17. svibnja 2008. (Wayback Machine)
- Dragan Damjanović, Neogotička arhitektura u opusu Hermana Bolléa. // Prostor: znanstveni časopis za arhitekturu i urbanizam. Vol. 17, No 2 (38), Zagreb, 2009. str. 243 - 246.